# 2019年のドイツ
2019年のドイツ （2019ねんのドイツ）では、2019年のドイツに関する出来事について記述する。

## 国家元首等
- 連邦大統領
  - 第12代: フランク＝ヴァルター・シュタインマイアー （2017年3月19日 - ）
- 連邦首相
  - 第8代: アンゲラ・メルケル （2005年11月22日 - ）

## できごと

### 1月
- 1月1日 - ノルトライン＝ヴェストファーレン州エッセンに近い町で、外国人を標的とした車の暴走事件が発生し、シリア人ら5人が負傷[1]。

### 2月
- 2月5日 - ゲルマニアが破産申請し、予定されていたフライトが即時欠航[2]。
- 2月7日-17日 - 第69回ベルリン国際映画祭。金熊賞は、ナダヴ・ラピド監督の『シノニムズ』。

### 3月
- 3月5日～13日 - UEFAチャンピオンズリーグ 2018-19 決勝トーナメント1回戦で、ドイツのFCバイエルン・ミュンヘン、シャルケ04、ボルシア・ドルトムントはいずれもイングランドのクラブに敗れた。
- 3月27日 - FCバイエルン・ミュンヘンはスペインのリーガ・エスパニョーラ・アトレティコ・マドリードからサッカーフランス代表のリュカ・エルナンデスを獲得。8000万ユーロ（当時約99億円）の移籍金は国内歴代最高額となった[3]。
- 3月31日 - ヘッセン州ヘッセン州フランクフルト・アム・マイン南部で小型機が墜落し、ロシア・S7航空共同経営者のナタリア・フィリョワ（英語版）ら3人が死亡[4]。

### 5月
- 5月8日 - シュレースヴィヒ＝ホルシュタイン州フレンスブルク近郊の踏切で立ち往生していた大型トラックに列車が衝突し、12人が負傷[5]。
- 5月18日 - 電動キックスケーターの歩道での走行を制限し、車道か自転車専用道のみでの利用に変更することを決定[6]。
- 5月26日 - 2019年欧州議会議員選挙 (ドイツ)で、第1党のドイツキリスト教民主同盟が議席数を減らし、同盟90/緑の党が第2党に昇格、ドイツ社会民主党が第3党に降格

### 6月
- 6月2日
  - ヘッセン州カッセルの首長で移民政策を支持していたワルター・リュブケ（英語版）が射殺された[7]。
  - ITTFワールドツアー・中国オープン（英語版）の男子ダブルスでティモ・ボル・パトリック・フランチスカ組が優勝。

- 6月16日 - メクレンブルク＝フォアポンメルン州ロストックの市長選挙で、国内初となる外国人でデンマーク人起業家のクラウス・ルーエ・マドセン（ドイツ語版）が当選[8]。

### 7月
- 7月13日 - MLB・ミネソタ・ツインズのマックス・ケプラーが通算79本塁打を記録、ドイツ出身選手としてはマイク・ブロワーズを抜いて歴代単独最多となった[9]。
- 7月25日 - ヨーロッパ広範囲の熱波の影響でニーダーザクセン州リンゲンで国内歴代最高気温となる41.5度を観測[10]。

### 8月
- 8月16日 - MLB・ミネソタ・ツインズのマックス・ケプラーがシーズン33本目の本塁打を記録、ヨーロッパ出身選手としての最多記録を更新（従来の記録はイギリス出身で1951年のボビー・トムソンで、ケプラーはシーズン終了までに記録を36に伸ばした）[11]。

### 9月
- 9月2日 - ベルリン動物園で国内初となるパンダの赤ちゃんが誕生[12]。
- 9月12日 - フランクフルトモーターショー[13]。
- 9月21日～10月6日 - オクトーバーフェスト[14]。

### 10月
- 10月7日 - ヘッセン州リムブルク・アン・デア・ラーンで盗まれたトラックが暴走する事件が発生し、信号待ちの車列に突っ込み、17人が負傷[15]。
- 10月9日 - ザクセン＝アンハルト州ハレでシナゴーグを狙った銃撃事件が発生し、2人が死亡[16]。
- 10月13日 - ITTFワールドツアー・ドイツオープン（英語版）がOVBアリーナ（英語版）で開催され、男子ダブルスでベネディクト・デューダ（ドイツ語版）・ダン・チウ（ドイツ語版）組が準優勝。

### 11月
- 11月20日 - リヒャルト・フォン・ヴァイツゼッカー大統領の息子で医師のフリッツ・フォン・ワイツゼッカー（ドイツ語版）が講演中に刺されて死亡[17]。
- 11月25日 - ドレスデンのドレスデン城（英語版）内の宝物庫「緑の円天井（英語版）」で非常に貴重な18世紀の宝飾品が盗まれる事件が発生[18]。

## 周年
- 11月9日 - ベルリンの壁崩壊から30年[19]

## 死去
- 2月19日 - ハイディ・モール（英語版）：サッカー選手、サッカードイツ代表通算104試合・83得点（*1967年）